# Newcastle Northstars
Die Newcastle Northstars sind ein semi-professioneller australischer Eishockeyclub aus Newcastle, New South Wales der 1981 gegründet wurde und in der Australian Ice Hockey League spielt. Die Northstars sind australischer Rekordmeister.

## Geschichte
Die Newcastle North Stars wurden 1981 gegründet. Bis zur Aufnahme in die Australian Ice Hockey League, die höchste Spielklasse des Landes, im Zuge der Liga-Erweiterung 2002 spielte der Club ausschließlich auf lokaler Ebene. Die North Stars, die mit fünf Titeln australischer Rekordmeister sind, erreichten von 2002 bis 2008 in jeder Saison das Playoff-Finale und gewannen in den Jahren 2003, 2005, 2006 und 2008 auch jeweils den Goodall Cup, den der australische Meister erhält. Einzig 2004 und 2007 verlor Newcastle das Finale. In den Jahren 2004 und 2009 holten sie dafür zumindest den V.I.P. Cup als bestes Team der regulären Saison. Nachdem der V.I.P. Cup zur Saison 2010 durch die H Newman Reid Trophy abgelöst wurde, konnten die North Stars diese auf Anhieb als Meister der regulären Saison ebenfalls gewinnen. 2015 konnten sie nach fünf Jahren Pause erstmals wieder die H Newman Reid Trophy als Sieger der Hauptrunde gewinnen und anschließend durch einen 3:2-Sieg nach Verlängerung gegen Melbourne Ice ihren fünften Goodall-Cup-Erfolg feiern. Auch 2016 gewannen die North Stars den Goodall Cup.
2017 änderte der Club seinen Namen in Northstars.

## Erfolge
- Goodall Cup 2003, 2005, 2006, 2008, 2015, 2016
- V.I.P. Cup 2004, 2009
- H Newman Reid Trophy 2010, 2015

## Stadion
Die Heimspiele der Newcastle North Stars werden im Hunter Ice Skating Stadium in Newcastle, New South Wales, ausgetragen.

## Bekannte Spieler
- Marcel Kars
- Chris Belanger